# Stephen Shen
Pour les articles homonymes, voir Shen.
Stephen Shen, est un homme politique taïwanais. Il est ministre de l'Environnement de Taïwan de 2008 à 2014,.  
Il s'est déclaré en faveur des centrales nucléaires, les considérant plus sûres qu'un grand nombre de centrales au charbon "car l'énergie nucléaire peut être contrôlée, alors qu'un changement climatique grave dû à une émission excessive de carbone ne peut pas être contrôlé du tout". 